# Helotes sexlineatus
Helotes sexlineatus is een straalvinnige vissensoort uit de familie van de tijgerbaarzen (Terapontidae). De wetenschappelijke naam van de soort is voor het eerst geldig gepubliceerd in 1825 door Quoy & Gaimard.